# توني ألبرت
توني ألبرت (بالإنجليزية: Tony Albert)‏ هو رسام ومصور أسترالي، ولد في 1981 في تاونسفيل في أستراليا.